# Îles Vierges britanniques aux Jeux olympiques d'été de 2024
Les îles Vierges britanniques participent aux Jeux olympiques de 2024 à Paris. Il s'agit de leur 11e participation à des Jeux olympiques d'été.
Le skipper Thad Lettsome et l'athlète Adaejah Hodge sont nommés porte-drapeaux de la délégation composée de quatre sportifs, Tahesia Harrigan-Scott étant la chef de mission

## Résultats

### Athlétisme

#### Hommes
Kyron McMaster a réalisé les minimas sur 400 m haies (48s70), notamment lors des championnats du monde 2023 où il a gagné une médaille d'argent.
| Athlètes               | Épreuve     | Premier tour (ou tour préliminaire) | Premier tour (ou tour préliminaire) | Repêchage (ou premier tour) | Repêchage (ou premier tour) | Demi-finales | Demi-finales | Finale  | Finale  |
| Athlètes               | Épreuve     | Temps                               | Rang                                | Temps                       | Rang                        | Temps        | Rang         | Temps   | Rang    |
| ---------------------- | ----------- | ----------------------------------- | ----------------------------------- | --------------------------- | --------------------------- | ------------ | ------------ | ------- | ------- |
| Rikkoi Brathwaite (en) | 100 m       | Exempté                             | Exempté                             | 10 s 13                     | 3e                          | 10 s 15      | 8e           | Eliminé | Eliminé |
| Kyron McMaster         | 400 m haies |                                     | e                                   |                             | e                           |              | e            |         | e       |

#### Femmes
| Athlètes      | Épreuve | Premier tour (ou tour préliminaire) | Premier tour (ou tour préliminaire) | Repêchage (ou premier tour) | Repêchage (ou premier tour) | Demi-finales | Demi-finales | Finale | Finale |
| Athlètes      | Épreuve | Temps                               | Rang                                | Temps                       | Rang                        | Temps        | Rang         | Temps  | Rang   |
| ------------- | ------- | ----------------------------------- | ----------------------------------- | --------------------------- | --------------------------- | ------------ | ------------ | ------ | ------ |
| Adaejah Hodge | 200 m   |                                     | e                                   |                             | e                           |              | e            |        | e      |

### Voile
Nota : le résultat barré est le plus mauvais de l’athlète concerné. Il n’est pas pris en compte dans le total.
| Athlètes      | Compétition | Régates | Régates | Régates | Régates | Régates | Régates | Régates | Régates | Régates | Régates | Régates     | Régates     | Régates | Total net | Classement |
| Athlètes      | Compétition | 1       | 2       | 3       | 4       | 5       | 6       | 7       | 8       | 9       | 10      | 11          | 12          | CM      | Total net | Classement |
| ------------- | ----------- | ------- | ------- | ------- | ------- | ------- | ------- | ------- | ------- | ------- | ------- | ----------- | ----------- | ------- | --------- | ---------- |
| Thad Lettsome | Laser       |         |         |         |         |         |         |         |         |         |         | non disputé | non disputé |         |           | e          |